# Пік Володимира Путіна
Пік Володимира Путіна (кирг. Владимир Путин атындагы чоку) — гірська вершина в Киргизстані. Вершина місцевості розташована в гірській системі Тянь-Шань. Розміщена на території Чуйської області. Гора отримала назву в 2011 році на честь президента Російської Федерації В. Путіна.

## Місцезнаходження
Пік розташовується в гірській системі Тянь-Шань. Видимість з вершини досягає до 20 км. На південному схилі гори протікає річка Джарташ (приток Аксу).

## Історія назви
У грудні 2010 року депутати Московського районного кенеша запропонували назвати безіменну гору висотою 4446 метрів ім'ям російського прем'єр-міністра В. Путіна. Пропозицію районних депутатів підтримав уряд Киргизстану. 24 грудня 2010 прем'єр-міністр Киргизстану Алмазбек Атамбаєв підписав законопроєкт про присвоєння географічної назви «Пік Володимира Путіна» одному з піків Тянь-Шаню, після чого він був переданий до парламенту Киргизстану. 17 лютого 2011 року більшістю у голосів парламент схвалив ініціативу уряду.
У травні 2022 году двоє російських альпіністів встановили на вершині прапор України.

## Топографічні карти
- Аркуш карти K-43-53 Кашкасу. Масштаб: 1 : 100 000. (рос.) Зазначити дату випуску/стану місцевості.